# Bellator 262
Bellator 262: Velasquez vs. Kielholtz è stato un evento di arti marziali miste tenuto dalla Bellator MMA il 16 luglio 2021 al Mohegan Sun Arena di Uncasville negli Stati Uniti.

## Risultati
|                                        | Divisione            |                       |           |                   | Metodo                                      | Round     | Tempo     | Note      |
| Main Card                              | Main Card            | Main Card             | Main Card | Main Card         | Main Card                                   | Main Card | Main Card | Main Card |
| -------------------------------------- | -------------------- | --------------------- | --------- | ----------------- | ------------------------------------------- | --------- | --------- | --------- |
| Sfida valida per il titolo di campione | Pesi mosca femminili | Juliana Velasquez (c) | batte     | Denise Kielholtz  | Decisione non unanime (48–47, 47–48, 48–47) | 5         | 5:00      |           |
|                                        | Pesi massimi         | Tyrell Fortune        | batte     | Matt Mitrione     | KO tecnico (sottomissione ai pugni)         | 1         | 1:45      |           |
|                                        | Pesi gallo           | Matheus Mattos        | batte     | Cee Jay Hamilton  | KO tecnico (pugni)                          | 2         | 1:33      |           |
|                                        | Pesi piuma femminili | Arlene Blencowe       | batte     | Dayana Silva      | KO tecnico (pugni)                          | 3         | 1:00      |           |
|                                        | Pesi medi            | Johnny Eblen          | batte     | Travis Davis      | Decisione unanime (30–27, 30–26, 30–26)     | 3         | 5:00      |           |
| Preliminary Card                       |                      |                       |           |                   |                                             |           |           |           |
|                                        | Pesi massimi         | Said Sowma            | batte     | Ronny Markes      | KO (pugni)                                  | 1         | 1:09      |           |
|                                        | Pesi piuma           | Cody Law              | batte     | Theodore Macuka   | KO tecnico (pugni)                          | 1         | 1:54      |           |
|                                        | Pesi mosca femminili | Diana Avsaragova      | batte     | Gabriella Gulfin  | Decisione non unanime (29–28, 28–29, 29–28) | 3         | 5:00      |           |
|                                        | Pesi piuma           | Adil Benjilany        | batte     | Johnny Soto       | Decisione unanime (29–28, 29–28, 29–28)     | 3         | 5:00      |           |
|                                        | Pesi leggeri         | Charlie Campbell      | batte     | Nicolas Giulietti | KO tecnico (calci alle gambe e pugni)       | 2         | 1:30      |           |